# Liana Isakadze
Liana Isakadze (Tbilisi, 2 de agosto de 1946-5 de julio de 2024) fue una violinista y directora de orquesta georgiana.

## Biografía
Nacida en Tiflis, la capital de la entonces soviética Georgia, Liana Isakadze ingresó a la escuela de música a los siete años. Con su maestro, el profesor Shiukashvili, se destacó y a los nueve años, tocó con la Orquesta Sinfónica Estatal. En 1956 tocó su primer concierto de violín solista. En 1956 participó en el Concurso del Festival Internacional de Moscú. Aunque era más joven que los otros participantes, realizó el programa para adultos. El presidente del festival fue el famoso violinista David Oistrach.
D. Oistrakh jugó un papel importante en su vida. Es él quien insistió en que ella se graduara de la Escuela Musical Central un año antes porque fue aceptada en su clase en el Conservatorio Estatal de Moscú sin tener que tomar el examen de ingreso.
Después del conservatorio, Liana trabajó como asistente de Oistrakh durante dos años. Tocó en su orquesta cuando dirigió los conciertos de Beethoven y Tchaikovsky.
En 1965 fue galardonada con el "Gran Premio" en el Concurso Internacional Marguerite Long y Jacques Thibaud (París). En 1970 participó en el Concurso Chaikovsky (Moscú) y obtuvo el tercer lugar. En 1970 participó en el Segundo Concurso Internacional de Violín Jean Sibelius (Helsinki) donde compartió el primer premio con Pavel Kogan.
De 1964 a 1981 Liana tocó un violín Stradivarius que fue un regalo de la Colección Estatal de Violines de Moscú. Desde 1965 ha tocado como solista de violín con las orquestas de directores tan destacados como Jiri Kout, Paavo Berglund, Vladimir Verbitsky, Jiří Bělohlávek, Valery Gergiev, Yehudi Menuhin, Eri Klas, Aleksandr Dmitriyev, Kurt Masur, Thomas Sanderling, Michail Jurowski, Jukka-Pekka Saraste, Hiroyuki Iwaki, Rudolf Kempe, Václav Neumann, Mariss Jansons, Yan Pascal Tortelier, Herbert Blomstedt, Gintaras Rinkevičius, Neeme Järvi, Dmitry Liss, Charles Dutoit.
Liana tuvo una idea para crear Festivales "Los músicos bromean". Entre 1982 y 1989 realizó estos festivales que se hicieron populares.
Ha tocado música de cámara con otros músicos notables como Gustav Rivinius, Alexander Slobodyanik, Maxim Vengerov, Barbara Hendricks, Gidon Kremer, Franz Hummel, Natalia Gutman, Grigori Zhislin, Alexander Rudin, David Geringas, Frida Bauer, Maria Yudina, Igor Oistrakh, Dimitri Alexeev., Ivan Monighetti, Eduard Brunner, Yuri Bashmet, Alexander Kniazev, Alexei Lubimov, Justus Frantz, Arto Noras, Dmitry Sitkovetsky, Viktor Tretiakov y muchos otros.
En 2009 formó una Orquesta de Cámara de Jóvenes Músicos del Sur y Este de Europa. El Ministerio de Relaciones Exteriores de Alemania brindó el apoyo para este emprendimiento.
En 1983, Isakadze fue directora artística de varios festivales internacionales, como Eichstädt (Alemania), Night Serenades en Pitsunda (Abjasia/Georgia), Open Air Festival en Batumi (Georgia) y Festival of Arts en Borjomi (Georgia).
Después de 2011, Liana formó un conjunto: orquesta Virtuosi from Facebook. Los músicos que participaron en este emprendimiento fueron músicos famosos de varios países y son Amigos de Facebook. Sus primeras presentaciones tuvieron lugar en los Festivales Liana Isakadze de Friends of Facebook y Night Serenades en agosto de 2011 en Batumi (Georgia).
Después de la Unión Soviética, Liana vivió en Francia; en París y Grasse.
Del 26 de marzo de 1989 al 26 de diciembre de 1991, Isakadze también fue diputada del pueblo de la Unión Soviética. Liana Isakadze ha recibido, entre otros, el título de Artista del Pueblo de la URSS (1988), Artista Meritoria de la RSS de Georgia (1970), el Premio Estatal de Georgia (1975, 1983, 2002) y la Orden de Honor de Georgia (1998, 2002).